# Maria van der Hoeven
Maria Josephina Arnoldina (Maria) van der Hoeven (Meerssen, 13 september 1949) is een Nederlandse voormalige politica en bestuurder. Ze was minister van Onderwijs, Cultuur en Wetenschappen van 22 juli 2002 tot 22 februari 2007 en minister van Economische Zaken van 22 februari 2007 tot 14 oktober 2010 en is lid van het Christen-Democratisch Appèl (CDA). Van der Hoeven was van 1 september 2011 tot en met 31 augustus 2015 directeur van het Internationaal Energie Agentschap (IEA) in Parijs. Per 1 september 2015 werd Van der Hoeven benoemd tot senior associate fellow CIEP (Clingendael International Energy Program).

## Loopbaan
Van der Hoeven was namens de KVP en later het CDA van 1974 tot 1991 lid van de gemeenteraad van Maastricht, de laatste jaren als fractievoorzitter. In 1991 werd ze lid van de Tweede Kamer. In 1999 was ze mede-indiener van het initiatief-wetsvoorstel om tuinbouwers die op steenwol telen - de substraatteelt - vrij te stellen van de onroerendezaakbelasting, een voorstel dat werd aangenomen. Op 22 juli 2002 trad ze als eerste vrouwelijke minister van Onderwijs toe tot het kabinet-Balkenende I. In het kabinet-Balkenende II en kabinet-Balkenende III vervulde ze dezelfde functie.
Op 6 december 2006 was Van der Hoeven kandidaat-voorzitter van de Tweede Kamer. In de eerste ronde haalde zij 47 stemmen. In de tweede ronde haalde ze 54 stemmen en in de derde ronde 66 stemmen. Daarmee was ze in de derde ronde uitgeschakeld en werd Gerdi Verbeet voorzitter.
In het kabinet-Balkenende IV werd Van der Hoeven wederom minister, dit keer met als portefeuille Economische Zaken. Op 18 januari 2010 maakte Van der Hoeven bekend dat zij na afloop van deze regeerperiode uit de politiek zou stappen.

## Successen
Als parlementariër:
- Diende in 1999 een initiatiefwet in voor vrijstelling van OZB voor ondernemers in de substraatteelt.

Als minister van OCW:
- Bracht in 2004 de Nota Onderwijs, Integratie en Burgerschap uit.
- Operatie "Kappen in dor hout", waarbij van de 1111 ministeriële regelingen er 612 werden geschrapt.
- Diende in 2006 een wetsvoorstel in over buitenschoolse opvang voor leerlingen van basisscholen.
- Stelde in 2006 de Max Velthuijs-prijs in om het belang van goede kinderboekenillustraties te onderstrepen.[1]
- Lesstof en examenprogramma in bovenbouw van havo en vwo wijzigen als gevolg van kritiek op de Tweede Fase.
- Uitbreiding van de leerplicht.

Als minister van Economische Zaken:
- Maakte in 2007 de privatisering van energielevering alsnog mogelijk.

## Kritiek
In maart 2005 schreef ze op haar weblog veel te voelen voor de stroming van het intelligent design. In mei 2005 vroeg ze een Kamerdebat aan om de intelligent design-theorie op Nederlandse scholen onderwezen te krijgen. Ze kreeg in dit debat de nodige kritiek te verduren, met name van de niet-confessionele partijen, waarop ze haar voorstel introk.
In 2006 bleek dat Van der Hoeven tijdens haar periode als bestuurslid van de stichting Katholiek Hoger Onderwijs Zuid-Holland de jaarrekeningen goedgekeurd had van de Technische Hogeschool Rijswijk, terwijl die instelling onterecht 2,3 miljoen euro te veel overheidssubsidie had gekregen. Zij liet weten dat zij niet "inhoudelijk en niet in besluitvormende zin" op de hoogte was de toepassing van vijf onwettige constructies om extra geld binnen te halen. Dit werd in twijfel getrokken door parlementslid Jacques Tichelaar (PvdA) die stelde dat uit jaarverslagen en andere stukken bleek dat Van der Hoeven wel degelijk moet hebben geweten van de misstanden. Daarbij eiste hij de notulen van januari en februari 2002 en informatie over de extra beloningen van de bestuursvoorzitter van de TH Rijswijk. Uiteindelijk moest Van der Hoeven zich over dit onderwerp twee keer verantwoorden bij de Tweede Kamer.
Na de bekendmaking van de hbo-fraude, liet klokkenluider Peter de Jong weten zeer teleurgesteld te zijn over de opstelling van Van der Hoeven. Dit omdat hij naast eerherstel geen financiële compensatie kreeg voor de geleden schade. Hierbij zei hij "Juist haar partij, het CDA, heeft de mond vol van normen en waarden. Maar nu geeft ze niet thuis".
Tijdens de kredietcrisis van 2008 kreeg zij het verwijt, samen met het hele kabinet, dat zij te lichtvaardig handelde in de bestrijding ervan. Zo zei Richard Steenborg, voorzitter van de vakcentrale voor midden en hoger personeel MHP dat zij een “verbijsterend gebrek aan daadkracht” toonde. Ook de vakbonden waren niet blij met de in hun ogen te karige maatregelen die genomen werden.
In 2009 raakte zij samen met het ministerie van Economische Zaken in opspraak omdat voor een werkbezoek van haar en negen ambtenaren aan Angola voor 102.000 euro een privé-vliegtuig was gehuurd. Het voorval leidde tot parlementsvragen. Haar verweer luidde dat het vliegtuig nodig was omdat ter plaatse een binnenlandse vlucht moest worden gemaakt, en daarvoor veiligheidshalve geen Angolese luchtvaartmaatschappij mocht worden ingezet.
Een van haar laatste maatregelen als minister van Economische Zaken was de intrekking van de wet waarin geregeld werd dat groene stroom voorrang kreeg op grijze stroom op het hoogspanningsnet.

## Onderscheidingen
- Orde van Sint Lazarus (4 november 2017)
- Officier Oranje Nassau (3 december 2010)
- Officier Légion d'Honneur (28 oktober 2008)

## Persoonlijk
Van der Hoeven is weduwe sinds 2012. Ze is lid van de Rooms-Katholieke Kerk.